# Yasmany Lugo
Pour les articles homonymes, voir Lugo et Cabrera.
Yasmany Daniel Lugo Cabrera est un lutteur cubain né le 24 janvier 1990. Il a remporté la médaille d'argent en moins de 98 kg aux Jeux olympiques d'été de 2016 à Rio de Janeiro.